# Division II i fotboll 1924/1925
Division II i fotboll 1924/1925, som var upplagan av Division II i fotboll säsongen 1924/1925, bestod av fem serier, två innehållande åtta lag, två nio lag och en serie innehållande elva lag. Endast lag i fyra serier av dessa kunde gå upp i Allsvenskan (lag från Norrland fick inte spela i Allsvenskan).

## Serier

### Uppsvenska Serien
Brynäs IF vann serien. De fick dock inte kvala till Allsvenskan då det var förbehållet vinnarna från de sydligare serierna. Avesta IF flyttades ner till division III och ersattes av Kvarnsvedens GIF till säsongen 1925/1926.
| Nr | Lag            | S  | V  | O | F  | GM | IM | MS  | P  |
| -- | -------------- | -- | -- | - | -- | -- | -- | --- | -- |
| 1  | Brynäs IF      | 14 | 13 | 1 | 0  | 60 | 17 | +43 | 27 |
| 2  | Gefle IF       | 14 | 9  | 3 | 2  | 70 | 25 | +45 | 21 |
| 3  | Sandvikens IF  | 14 | 8  | 2 | 4  | 44 | 30 | +14 | 18 |
| 4  | Sandvikens AIK | 14 | 5  | 2 | 7  | 37 | 38 | −1  | 12 |
| 5  | Skutskärs IF   | 14 | 5  | 2 | 7  | 27 | 40 | −13 | 12 |
| 6  | Falu IF        | 14 | 5  | 2 | 7  | 23 | 47 | −24 | 12 |
| 7  | Domnarvets GIF | 14 | 3  | 3 | 8  | 20 | 38 | −18 | 9  |
| 8  | Avesta IF      | 14 | 0  | 1 | 13 | 15 | 61 | −46 | 1  |

### Mellansvenska Serien
IK City vann serien och gick vidare till kval till Allsvenskan. Inget lag flyttades ner eftersom serien skulle utvidgas till 10 lag. Laget som flyttades upp till division II från division III säsongen 1925/1926 var Västerås SK. IK City gick upp till Allsvenskan efter seger i kvalspelet och ersattes av det allsvenska laget Västerås IK.
| Nr | Lag               | S  | V  | O | F  | GM | IM | MS  | P  |
| -- | ----------------- | -- | -- | - | -- | -- | -- | --- | -- |
| 1  | IK City           | 16 | 12 | 0 | 4  | 39 | 19 | +20 | 24 |
| 2  | Hallstahammars SK | 16 | 9  | 4 | 3  | 43 | 27 | +16 | 22 |
| 3  | Katrineholms SK   | 16 | 10 | 1 | 5  | 34 | 26 | +8  | 21 |
| 4  | Örebro IK         | 16 | 6  | 3 | 7  | 35 | 35 | 0   | 15 |
| 5  | Köpings IS        | 16 | 5  | 5 | 6  | 35 | 37 | −2  | 15 |
| 6  | IFK Västerås      | 16 | 5  | 4 | 7  | 19 | 19 | 0   | 14 |
| 7  | Katrineholms AIK  | 16 | 6  | 2 | 8  | 35 | 42 | −7  | 14 |
| 8  | Örebro SK         | 16 | 4  | 5 | 7  | 28 | 27 | +1  | 13 |
| 9  | IFK Arboga        | 16 | 3  | 0 | 13 | 17 | 52 | −35 | 6  |

### Östsvenska Serien
Westermalms IF vann serien och gick vidare till kval till Allsvenskan. Södertälje IF och IFK Nyköping flyttades ner till division III och ersattes av endast ett lag, Tranebergs IF, eftersom ett lag från Allsvenskan skulle placeras i serien samtidigt som Westermalms IF förlorade i kvalet. Laget som placerades i Östsvenskan var Hammarby IF.
| Nr | Lag             | S  | V  | O | F  | GM | IM  | MS  | P  |
| -- | --------------- | -- | -- | - | -- | -- | --- | --- | -- |
| 1  | Westermalms IF  | 20 | 16 | 3 | 1  | 75 | 14  | +61 | 35 |
| 2  | Sundbybergs IK  | 20 | 14 | 4 | 2  | 50 | 19  | +31 | 32 |
| 3  | Djurgårdens IF  | 20 | 11 | 4 | 5  | 65 | 18  | +47 | 26 |
| 4  | Reymersholms IK | 20 | 11 | 1 | 8  | 47 | 29  | +18 | 23 |
| 5  | IK Sirius       | 20 | 9  | 2 | 9  | 47 | 35  | +12 | 20 |
| 6  | IF Linnéa       | 20 | 8  | 4 | 8  | 62 | 51  | +11 | 20 |
| 7  | Mariebergs IK   | 20 | 8  | 4 | 8  | 32 | 32  | 0   | 20 |
| 8  | Stockholms BK   | 20 | 8  | 4 | 8  | 31 | 43  | −12 | 20 |
| 9  | IFK Stockholm   | 20 | 6  | 3 | 11 | 32 | 47  | −15 | 15 |
| 10 | Södertälje IF   | 20 | 3  | 1 | 16 | 21 | 89  | −68 | 7  |
| 11 | IFK Nyköping    | 20 | 1  | 0 | 19 | 19 | 104 | −85 | 2  |

### Västsvenska Serien
IFK Uddevalla gick till kvalspelet till Allsvenskan och vann där kvalspelet vilket innebar att tre lag flyttades upp från division III: Krokslätts FF, Trollhättans IF, Uddevalla IS.
| Nr | Lag            | S  | V  | O | F  | GM | IM | MS  | P  |
| -- | -------------- | -- | -- | - | -- | -- | -- | --- | -- |
| 1  | IFK Uddevalla  | 16 | 13 | 1 | 2  | 61 | 13 | +48 | 27 |
| 2  | Jonsereds IF   | 16 | 10 | 2 | 4  | 41 | 18 | +23 | 22 |
| 3  | Fässbergs IF   | 16 | 8  | 3 | 5  | 26 | 16 | +10 | 19 |
| 4  | IF Elfsborg    | 16 | 7  | 4 | 5  | 25 | 20 | +5  | 18 |
| 5  | Skara IF       | 16 | 4  | 9 | 3  | 22 | 26 | −4  | 17 |
| 6  | IF Heimer      | 16 | 4  | 6 | 6  | 19 | 27 | −8  | 14 |
| 7  | Vänersborgs IF | 16 | 4  | 5 | 7  | 19 | 39 | −20 | 13 |
| 8  | IFK Vänersborg | 16 | 4  | 1 | 11 | 18 | 42 | −24 | 9  |
| 9  | IK Virgo       | 16 | 1  | 3 | 12 | 8  | 38 | −30 | 5  |

### Sydsvenska Serien
IS Halmia vann serien och gick vidare till kval till Allsvenskan. Inget lag flyttades ner eftersom serien skulle utökas till 9 lag. Eftersom IS Halmia förlorade i det allsvenska kvalspelet flyttades endast ett lag upp i sydsvenska serien, vilket var Stattena IF.
| Nr | Lag             | S  | V | O | F  | GM | IM | MS  | P  |
| -- | --------------- | -- | - | - | -- | -- | -- | --- | -- |
| 1  | IS Halmia       | 14 | 9 | 3 | 2  | 22 | 13 | +9  | 21 |
| 2  | Halmstads BK    | 14 | 6 | 6 | 2  | 32 | 16 | +16 | 18 |
| 3  | Varbergs GIF    | 14 | 8 | 1 | 5  | 25 | 19 | +6  | 17 |
| 4  | IFK Hälsingborg | 14 | 7 | 2 | 5  | 21 | 18 | +3  | 16 |
| 5  | Malmö FF        | 14 | 6 | 3 | 5  | 35 | 32 | +3  | 15 |
| 6  | Malmö BI        | 14 | 6 | 2 | 6  | 29 | 30 | −1  | 14 |
| 7  | Falkenbergs GIK | 14 | 2 | 2 | 10 | 8  | 28 | −20 | 6  |
| 8  | Lunds BK        | 14 | 2 | 1 | 11 | 14 | 30 | −16 | 5  |

## Kvalspel

### Kval till Allsvenskan
| Lag 1         | Totalt | Lag 2          | Möte 1 | Möte 2 |
| IK City       | 4–1    | Westermalms IF | 2–0    | 2–1    |
| IFK Uddevalla | 3–0    | IS Halmia      | 3–0    | 0–0    |

IK City och IFK Uddevalla upp till Allsvenskan medan Westermalms IF och IS Halmia kvar i Division II.